# 佳能 EOS R
佳能 EOS R，是佳能公司於2018年9月推出的首款數碼全畫幅無反光鏡可換鏡頭相機，属于EOS R 系列。也是首次配備RF轉接環做為EOS系統一部分的機型。
相机的「R」来自「Reimagine optical excellence」的第一个字母，代表佳能对新系统EOS R与新相机的开发理念。

## 概要
在尼康發表首款全片幅無反光鏡可換鏡頭相機尼康Z7（Nikon Z7）幾天之後，佳能也宣布了EOS R。不過，索尼已經在無反相機的領域裡耕耘了將近五年。

## 鏡頭
發布日期發表的數據顯示，EOS R搭配佳能RF接環與高光學性能的RF鏡頭，兼容鏡頭型號如下（仅为部分型号）：
- Canon RF 35 mm F1.8 Macro IS STM
- Canon RF 50 mm F1.2 L USM
- Canon RF 24–105 mm F4 L IS USM
- Canon RF 28–70 mm F2 L USM

鏡頭轉接環的協助下，大部分佳能EF接環的EF/EF-S鏡頭（EF-M鏡頭除外）可以支援，EF鏡頭大致相當於顯示焦距，EF-S部分有效視角會降低1.6倍。另外有少部分不兼容的EF鏡頭，對焦的垂直以及水平有效區域會降低2成。

## 图库

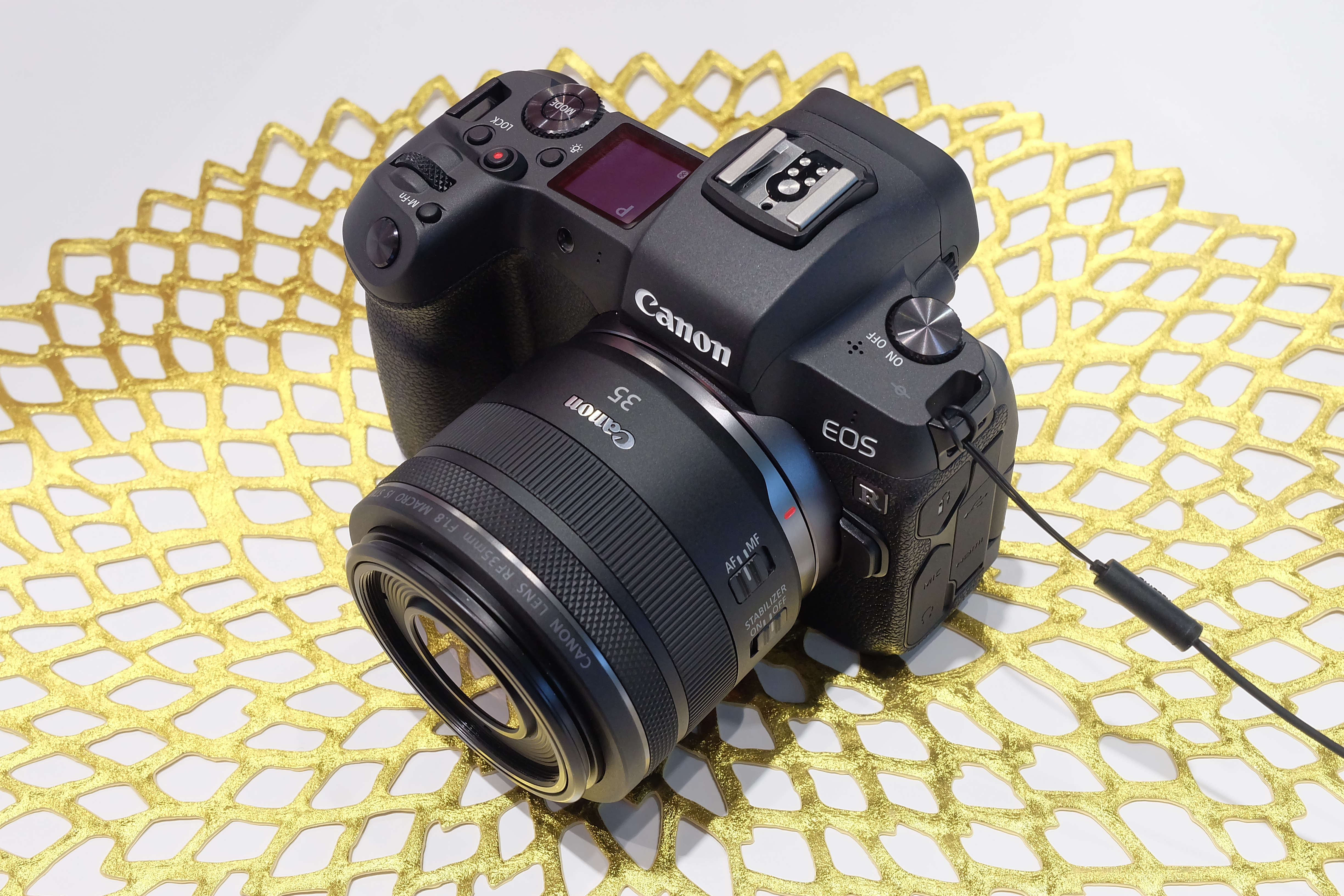
搭配佳能RF 35mm F1.8 Macro IS STM廣角微距鏡頭
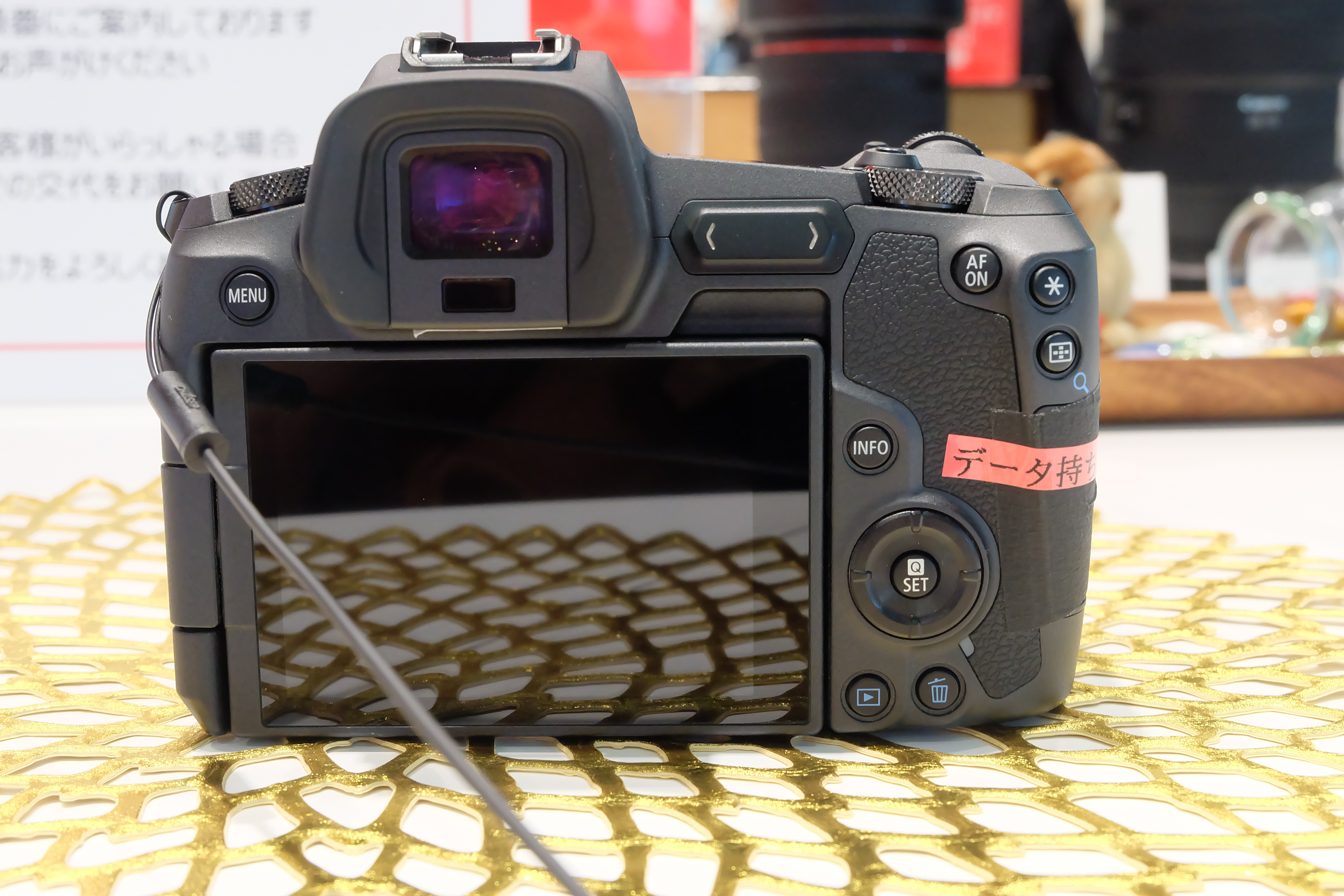
高解像度電子觀景器（EVF）以及EOS系列首次應用、設置於觀景窗右側標示左/右符號的多功能條
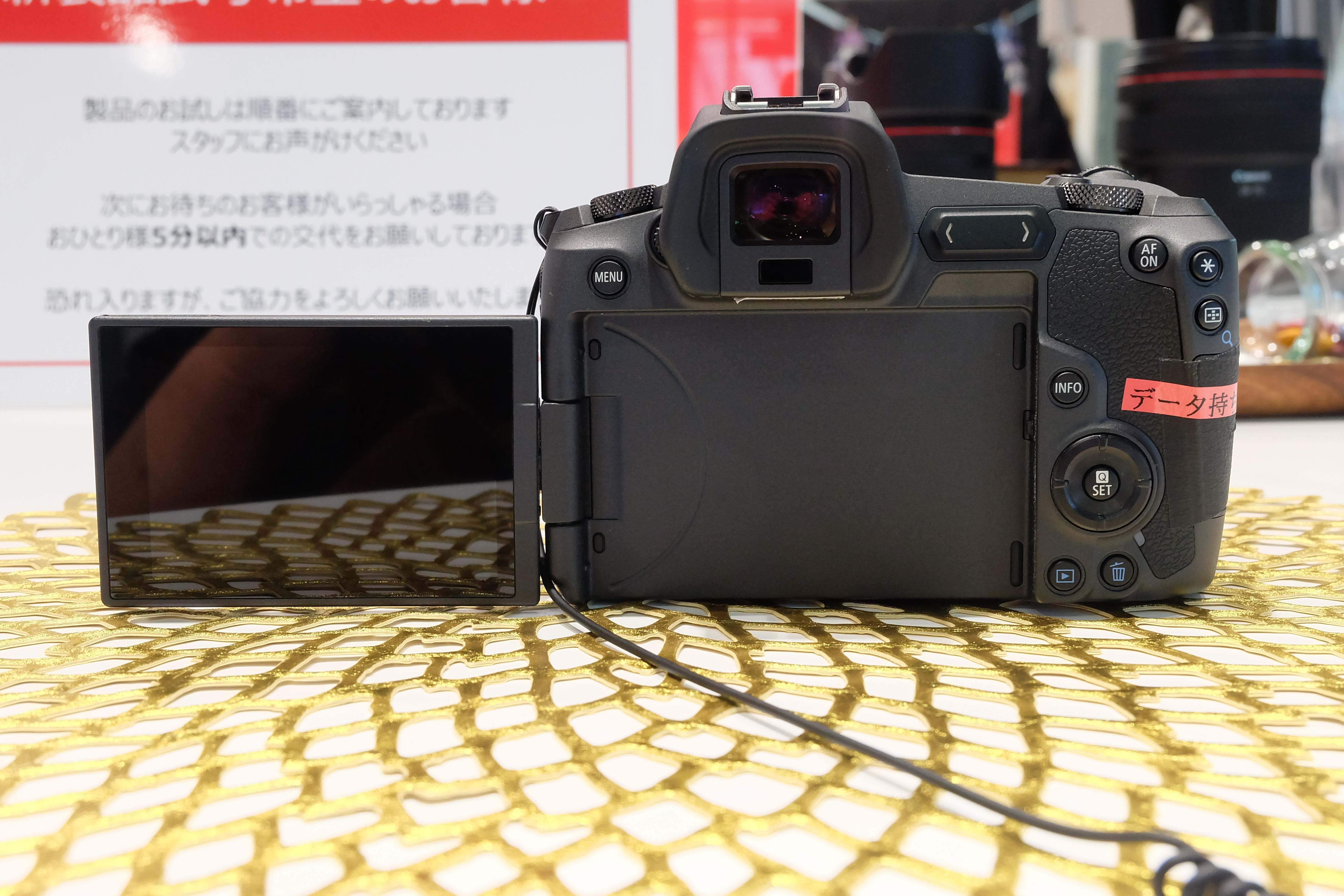
旋轉式多角度觸控LCD
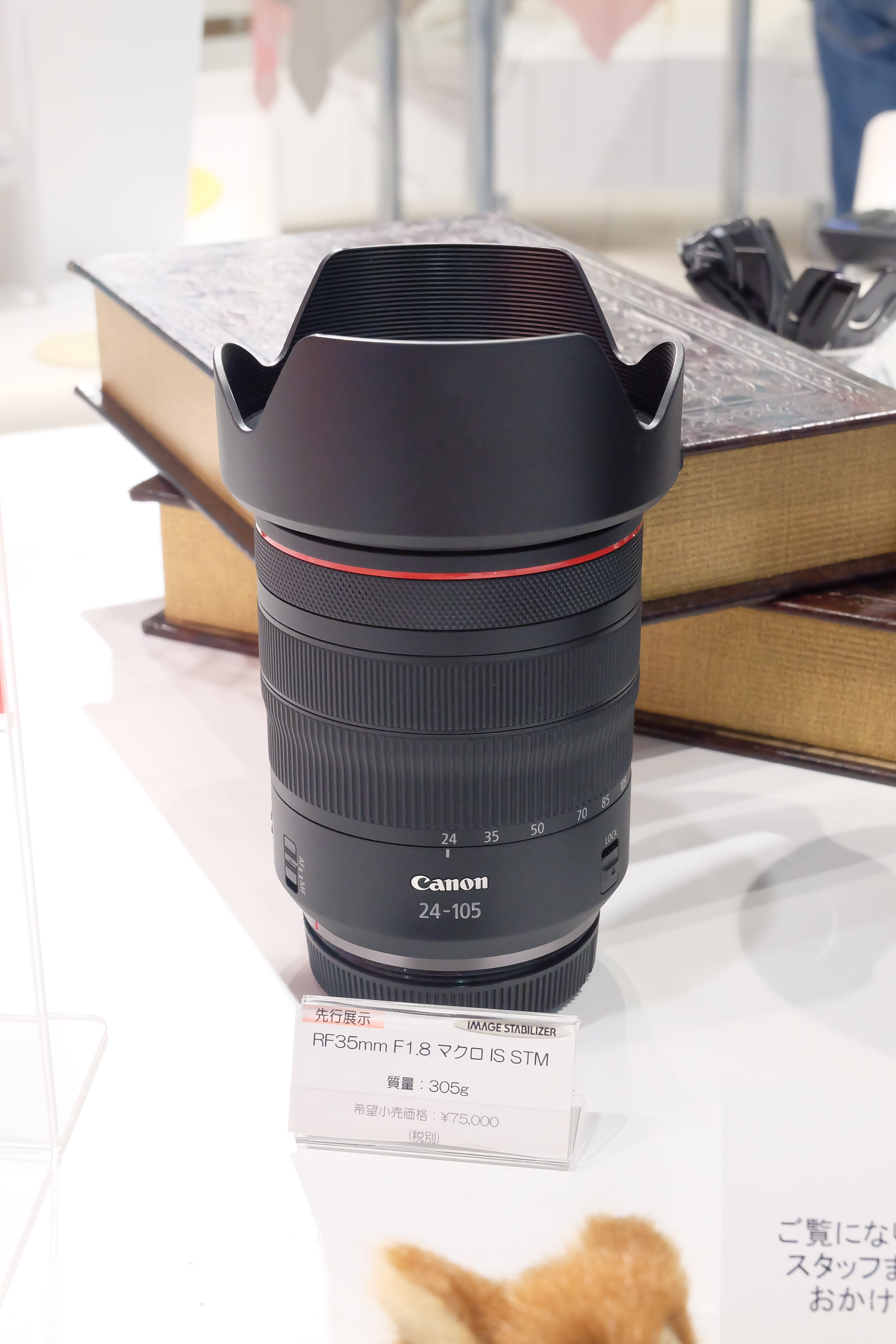
和EOS R同時發表的Canon RF mount lens RF24-105mm F4 L IS USM鏡頭
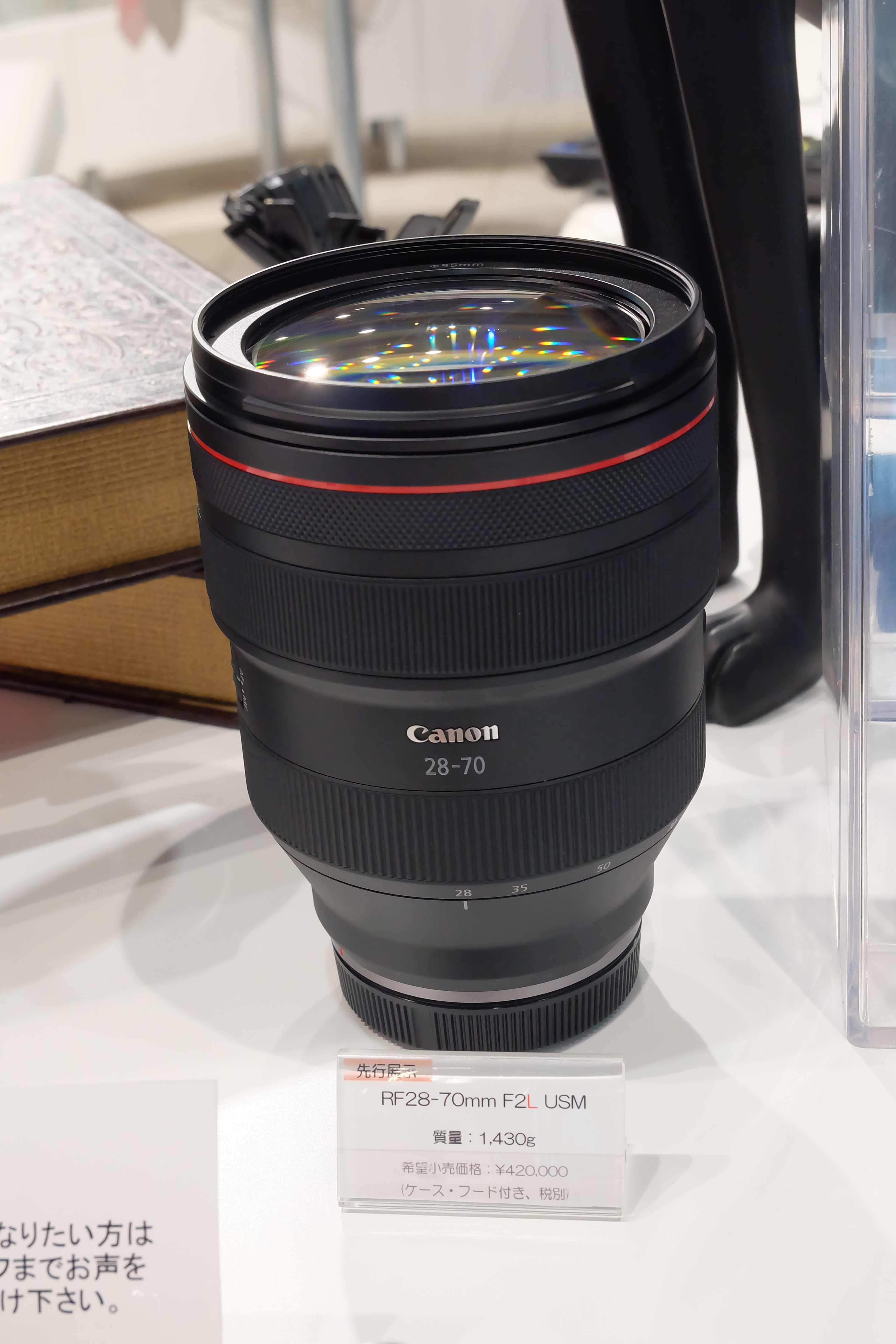
同時發表的Canon RF28-70mm F2 L USM鏡頭
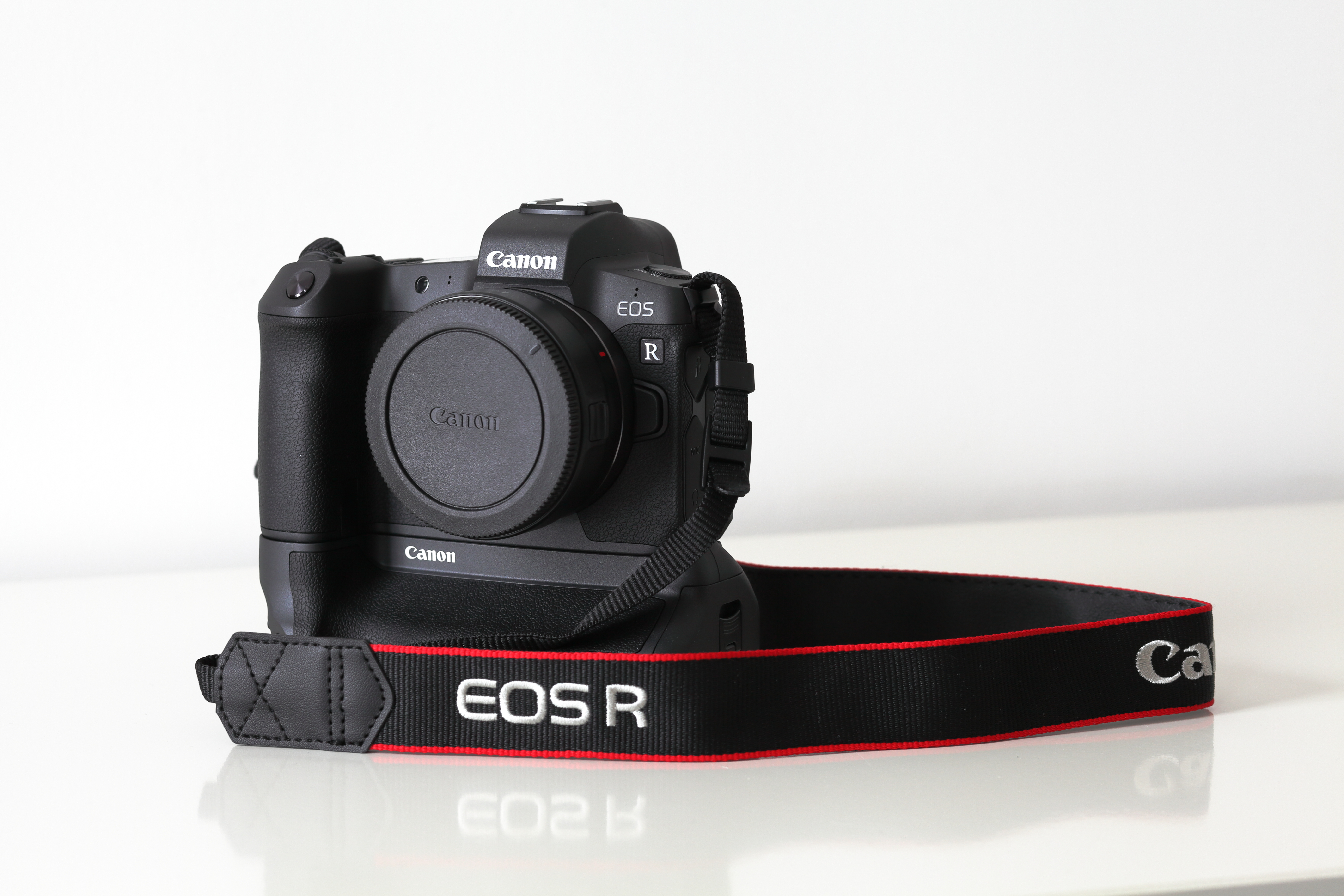
配備電池把手BG-E22和鏡頭轉接環EF-EOS R